# Betsy Udink
Betsy Udink (Eefde, 21 mei 1951) is een Nederlands schrijfster en journaliste. 
Zij werkte in Caïro, New York, Damascus, Beiroet en Brussel, en schreef voor onder meer de Nederlandse kranten NRC Handelsblad, De Volkskrant, Het Parool, Vrij Nederland en Trouw. 
In haar eerste boek, Achter Mekka 1990, beschrijft zij haar ervaringen als diplomatenvrouw in het fundamentalistische Saoedi-Arabië. Allah & Eva (2006) beschrijft haar ervaringen in Pakistan. Het werd in korte tijd vijf maal gedrukt en er werden meer dan 16.000 exemplaren van verkocht.